# Henri Desjoyeaux
Pour les autres membres de la famille, voir Famille Desjoyeaux.
Henri Desjoyeaux, né à Paris le 19 décembre 1919 et mort le 26 décembre 2011 à La Forêt-Fouesnant, est un des fondateurs de l'école de voile Les Glénans, puis fondateur et dirigeant du premier chantier naval destiné à la plaisance, et initiateur de Port-la-Forêt.

## Biographie
Fils de Léon Desjoyeaux et de Jeanne Burgensis-Rebourgeon-Desgaultière, il est le dernier de sept enfants dont Jean Desjoyeaux est de deux ans son aîné. Il suit des études à Paris, interrompues par la guerre.

### Résistance puis fondation de l'école des Glénans
Pendant la Seconde Guerre mondiale, il s'engage comme élève pilote, mais, affecté à la garde d'un terrain d'aviation, ne vole pas et finit par rejoindre l'organisation Jeunesse et montagne pour ne pas se retrouver à la charge de sa famille. Il refuse de convoyer des camarades vers l'Allemagne dans le cadre du Service du travail obligatoire et démissionne de l'organisation. Il retrouve dans la maison familiale Philippe Viannay dont il rejoint le réseau de Résistance Défense de la France en Seine-et-Oise,. Dans le maquis, Viannay le charge de diriger le centre de formation des nouvelles recrues ; il survivra à un encerclement allemand dans le bois de Ronquerolles,.

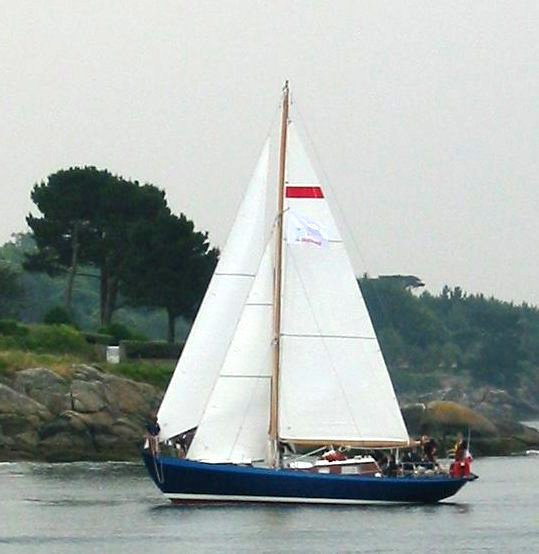
Henri Desjoyeaux navigue beaucoup sur la Sereine.

Après la guerre, Henri Desjoyeaux est moniteur au centre de réinsertion créé en montagne par Philippe Viannay, son ancien chef dans la Résistance. Il participe ensuite avec lui, en 1947 à la création de l'École de voile des Glénans dont il est l'un des premiers moniteurs,,. Il assure l'encadrement de l'école à partir de l'année suivante, jusqu'en 1952 ; après les quillards appelés « argonautes », il participe à l'essai du vaurien. 
Plus tard, il skippe plusieurs années durant en croisière les cotres et surtout la Sereine. Dans les années 1960, il embarque encore régulièrement sur le Glénan pour courir le Fastnet.
Dans le but de proposer un service aux navigateurs plaisanciers, il travaille ensuite dans un chantier naval de Concarneau, qui construit des chalutiers, en bois, avant de créer les Chantiers de Kerleven.

### Fondation des Chantiers de Kerleven et de Port-la-Forêt
Acquérant avec sa femme May Thibierge un terrain à Kerleven, sur le littoral de la commune de La Forêt-Fouesnant, au fond d'une anse de la baie, il y fonde en 1956 le premier chantier de gardiennage de plaisance. Il a rapidement une centaine de bateaux en gardiennage.
Il étend son activité à l'entretien et la réparation des bateaux de plaisance (en bois, puis en plastique dès le début des années 1960). C'est l'embryon de Port-la-Forêt, nouveau port de plaisance, dont Henri Desjoyeaux préconise et accompagne la création et le développement, avec les architectes Jean Le Couteur et Jean Le Berre, également finistériens et passionnés de voile. La création de Port La Forêt découle du schéma de structure du Finistère Sud que ces derniers ont piloté pour le compte du Ministère de l’Équipement et de la DATAR. Le maire de l'époque indique que « Henri Desjoyeaux était celui du secteur qui s'y connaissait le mieux dans le domaine de la plaisance. Il s'est beaucoup investi sur le projet de création de Port-la-Forêt ». Il est longtemps président de la Chambre professionnelle des Industries nautiques de Bretagne.
Il est mort le 26 décembre 2011. Époux de May Thibierge, il est le père de sept enfants, dont le constructeur et expert naval Hubert Desjoyeaux, et le navigateur Michel Desjoyeaux,.